# Isla Logha
Logha es una isla de las Islas Salomón, que se encuentra dentro de la Provincia Occidental. La elevación estimada del terreno sobre el nivel del mar es de unos 28 metros.